# 124104 Balcony
124104 Balcony este un asteroid din centura principală de asteroizi.

## Descriere
124104 Balcony este un asteroid din centura principală de asteroizi. A fost descoperit pe 17 aprilie 2001 la Saint-Véran de Observatorul din Saint-Véran. Asteroidul prezintă o orbită caracterizată de o semiaxă mare de 2,23 ua, o excentricitate de 0,16 și o înclinație de 2,9° în raport cu ecliptica.